# نبرد نیزارها
نبرد نیزارها بخشی از جنگ ایران و عراق محسوب می‌شود، که در اواخر سال ۱۳۶۲ در نیزارهای هورالعظیم درگرفت. در این نبرد نیروهای مسلح ایران تا حدودی به اهدافی که در طرح عملیاتی تعریف شده بود، دست یافتند، اما تلفات بالای نیروی انسانی و تجهیزات سبب گردید که در تاریخچه جنگ ایران و عراق، از این نبرد به عنوان پیروزی شکست‌آمیز یاد شود.
نبرد نیزارها در مجموع شامل عملیات والفجر ۵، عملیات والفجر ۶ و عملیات خیبر می‌گردد که به‌صورت مشترک توسط ارتش و سپاه پاسداران طرح‌ریزی و آمادگی برای نبرد بود. ایرانی‌ها پس از عملیات نسبتاً ناموفق والفجر ۵ و ۶ با عملیات خیبر اقدام به گشایش جبهه جدیدی در نیزارهای هورالعظیم (هویزه) نمودند. از نظر عراقی‌ها این نیزارها مانع طبیعی غیرقابل نفوذی برای نیروهای ایرانی بود و آن‌ها همچنین توانسته بودند با مین‌های شناور سیم خاردار و کابل‌های برق فشار قوی عبور از این منطقه را سخت‌تر نمایند. در این نبرد نیروهای سپاه ایران با همراهی تیپ ۹۲ زرهی ارتش ایران علیه نیروهای عراقی جنگیدند.

## پیش‌زمینه تاکتیک ایرانی‌ها
ایرانی‌ها بعد از انجام عملیات‌های متزلزل والفجر، به تکاپوی تغییر تاکتیک جنگی افتادند. ایران قبل از آن چندین عملیات یورش موج انسانی در جنوب عراق و در اطراف بصره انجام داده بود، ولی در برابر دفاع پایای عراقی‌ها موفقیت ناچیزی کسب کرده بود و ارتش عراق نیز اقدام به انجام پاتک کرده بودند. افزایش تسلیحات عراقی‌ها موجب می‌شد تا برتری تعداد نفرات ایرانی‌ها بی‌فایده شود. هر چند حتی با تغییر تاکتیک ایرانی‌ها همچنان بر یورش امواج انسانی تکیه می‌کردند، ولی رفته رفته به طراحی و اجرای عملیات‌های غافلگیرانه نیز روی آوردند. بر خلاف سیستم دفاع ایستا و پایای متکی بر تسلیحات سنگین عراق، ایران شروع به آموزش نفرات برای درگیری در شب، نبرد نیزارها، و نبرد در کوهستان نمود. آن‌ها همچنین شروع به آموزش نفرات سپاه پاسداران برای انجام عملیاتهای خاکی آبی نمودند تا آمادگی لازم برای عملیات در نیزارهای جنوبی عراق را کسب نمایند. ایرانی‌ها با قایق‌های تندرو از نیزارها و رودخانه‌های جنوب عراق عبور می‌کردند و نفرات را در ساحل مقابل پیاده می‌نمودند. این نفرات زمینه را برای پل‌های معلق و عبور تجهیزات نظامی آماده می‌کردند. آن‌ها همچنین از بالگرد برای پیاده نمودن نفرات استفاده می‌کردند.

## پیش‌زمینه تاکتیک عراقی‌ها
در اواخر ۱۳۶۰ عراق تجهیزات جدید جنگی از شوروی تدارک دیده بود. تجهیزات جدید شامل تانک‌های تی-۵۵، تی-۶۲، راکت‌اندازهای ب‌ام-۲۱ گراد، و همچنین بالگردهای توپ‌دار میل-۲۵ بودند. عراقی‌ها قصد داشتند با این ادوات جدید خطوط سه‌لایه دفاعی با سیستم شوروی را پیاده نمایند. واحد مهندسی نظامی عراق پل‌هایی را بر روی موانع آب ساخته بود، زمین‌ها را مین‌گذاری نموده، و خطوط دفاعی استحکامات دفاعی را آماده کرده‌بود. عراق برای دفاع از بصره دریاچه‌های اطراف معروف به دریاچه‌های پرورش ماهی را با آب پر کرد. آن‌ها بمباران شهرهای مرزی ایران را تا ۱۳۶۲ افزایش داده‌بودند.
با این سیستم دفاع سنگین ایستا و پایا خطوط عراقی عملاً نفوذ ناپذیر شده بود و برای ایرانی‌ها چاره‌ای جز دست زدن به عملیات خاکی آبی باقی نمانده بود.

## حملات واحدهای مختلف
پیش از آغاز نبرد کماندوهای ارتش ایران به وسیلهٔ هلی‌کوپتر پشت خطوط عراقی پیاده شدند و به تخریب واحدهای توپخانه‌ای عراق پرداختند. ایران همچنین دو عملیات ابتدایی والفجر ۵ و ۶ را قبل از عملیات اصلی انجام داد. عراقی‌ها می‌دانستند که ایران قصد تسخیر کوت‌العماره را دارد، تا از این طریق خطوط تأمین و دفاع عراقی را تهدید نمایند. با این حال تصور عراقی‌ها بر این بود که دریاچه‌های بزرگ هور، مانعی غیرقابل نفوذ برای نیروهای ایرانی است. ایرانی‌ها با قایق‌های تندرو باگ‌هامر، در عملیاتی غافلگیرانه از این موانع آبی عبور نمودند. با این حال ایرانی‌ها تنها توانستند تا ۲۴ کیلومتری بزرگراه بصره به بغداد پیش روند. در این زمان بود که نیروهای مسلح ایران عملیات خیبر، که عملیات اصلی نبرد نیزارها بود را آغاز نمودند.

## عملیات خیبر
در تاریخ ۵ اسفند ۱۳۶۲ ایرانی‌ها عملیات خیبر را آغاز نمودند. آن‌ها پیشتر از ۲۶ بهمن حملات خود را متوجه جبهه مرکزی کرده بودند: 171  ;i لشکر دوم عراق با ۲۵۰ هزار سرباز در حال دفاع از آن بود. نفرات ایران نیز با استعداد برابر (۲۵۰ هزار سرباز) در حال تهاجم بودند. در ۵ اسفند نیروهای ایرانی در عملیات آبی خاکی با قایق‌های تندرو از نیزارهای هورالهویزه گذشتند و عراقی‌ها را غافلگیر نمودند. نیزارها همچنین ضرب توپخانه عراقی را محدود می‌نمود. (بسیاری از مهمات در آب یا زمین‌های گلی منفجر نمی‌شوند) ایرانی‌ها با استفاده از بالگرد نیروهای خود را در جزیره مجنون پیاده نمودند. سپس حملات خود را متوجه شهر قرنه نمودند.
از روز ۱۵ فوریه به نظر می‌رسید خطوط دفاعی ارتش عراق در آستانه شکست باشد، ولی دفاع عمقی چند لایه، مانع از سقوط آن‌ها شد. ایرانی‌ها حتی در صورت شکستن خط اول دفاعی ارتش عراق، به خاطر خستگی مفرط و از دست دادن نفرات زیاد، از شکستن خطوط دوم دفاعی بازمی‌ماندند.: 171  نیروهای مسلح ایران در این نبرد از کمبود پشتیبانی هوایی به دلیل زمین‌گیر شدن جنگنده‌های نیروی هوایی ارتش ایران رنج می‌بردند. در این عملیات نیروهای سپاه پاسداران از تکنیک‌های جنگ چریکی نیز استفاده می‌کردند. آن‌ها تلاش می‌کردند با استفاده از موتورسیکلت، با سرعت در عمق خطوط دفاعی ارتش عراق نفوذ نمایند.
عدم پشتیبانی هوایی مناسب نیروی هوایی ارتش ایران، دست عراقی‌ها را در استفاده از جنگنده و هلیکوپتر برای سرکوب تهاجم نیروهای مسلح ایران را باز گذاشت. در این نبرد نیروی هوایی ارتش عراق با استفاده از جنگنده‌های میل می-۲۴ به‌طور مکرر اقدام به شکار نیروهای ایرانی در نیزارها نمود. با این حال، روز ۸ اسفند ایران توانست جزیره مجنون (در داخل اروندرود) را به اشغال خود درآورد ولی این اشغال به قیمت سلاخی بالگردهای ایرانی تمام شد. بطوریکه ۴۹ بالگرد از مجموع ۵۰ بالگرد ایرانی شرکت‌کننده در عملیات شکار جنگنده‌های عراقی شدند. این نبردها در آب‌هایی با عمق دو متر انجام می‌شد و نیروهای عراقی عراق با کابل‌های الکتریکی نصب شده در برخی کانال‌ها جریان الکتریسیته را به آب‌های نیزارها جاری ساخت. این امر باعث برق‌گرفتگی و مرگ بسیاری از ایرانی‌ها شد. تلویزیون دولتی عراق اجساد برق‌گرفته نیروهای ایرانی را به نمایش گذاشت.
تا دهم اسفند ایرانی‌ها از نیزارها عبور کرده و به دروازه‌های شهر قرنه رسیده و در آستانه تسخیر بزرگراه بغداد به بصره بودند. در این زمان نیروهای ایران پوشش حایل نیزارها را پشت سر گذاشته و در تیررس ارتش عراق قرار گرفته بودند. از طرفی در اراضی مسطح بیرون نیزارها، عراق به‌طور مؤثری می‌توانست از گاز خردل استفاده نماید. تنها در طی یکی از پاتکهای عراق بیش از ۱٫۲۰۰ رزمنده ایرانی کشته شدند. عراقی‌ها توانستند نیروهای ایرانی را به درون نیزارها عقب برانند ولی در پایان این نبرد، نیروهای ایرانی موفق شدند جزیره مجنون را تصرف کرده و بمدت ۱ سال در اشغال خود نگه دارند.